# Euonthophagus pertinax
Euonthophagus pertinax är en skalbaggsart som beskrevs av Vladimir Balthasar 1959. Euonthophagus pertinax ingår i släktet Euonthophagus och familjen bladhorningar. Inga underarter finns listade i Catalogue of Life.